# Patrice Lhotellier
Patrice Lhotellier (Romilly-sur-Seine, 8 de agosto de 1966) é um esgrimista francês, campeão olímpico.
Patrice Lhotellier representou seu país nos Jogos Olímpicos de Verão de 1988, 1992 e 2000. Conseguiu a medalha de ouro Florete por equipe em 2000.